# 数据通信
数据通信是通信技术和计算机技术相结合而产生的一种新的通信方式。要在两地间传输信息必须有传输信道，根据传输媒体的不同，有有线数据通信与无线数据通信之分。但它们都是通过传输信道将数据终端与计算机联结起来，而使不同地点的数据终端实现软、硬件和信息资源的共享。

## 数据通信的发展
第一阶段：以语言为主，通过人力、马力、烽火等原始手段传递信息。
第二阶段：文字、邮政。（增加了信息传播的手段）
第三阶段：印刷。（扩大信息传播范围）
第四阶段：电报、电话、广播。（进入电器时代）
第五阶段：信息时代，除语言信息外，还有数据、图像、文本等。

## 现代数据通信历史
通信（Communication）作为电信（Telecommunication）是从19世纪30年度开始的。
1831年法拉第发现电磁感应。
1837年莫尔斯发明电报。
1873年麦克斯韦的电磁场理论。
1876年贝尔发明电话。
1895年马可尼发明无线电。
开辟了电信（Telecommunication）的新纪元。
1906年发明电子管，从而模拟通信得到发展。
1928年奈奎斯特准则和采样定理。
1948年香农定理。
20世纪50年代发明半导体，从而数字通信得到发展。
20世纪60年代发明集成电路。
20世纪40年代提出静止卫星概念，但无法实现。
20世纪50年代航天技术。
1963年第一次实现同步卫星通信。
20世纪60年代发明激光，企图用于通信，未成功。
20世纪70年代发明光导纤维，光纤通信得到发展。

## 重要人物
- 贝尔（1847－1922），英国人，1868年在伦敦工作。1871年，去波士顿工作。1873年，任波士顿大学教授。1875年，发明多路电报。1876年，发明电话。一生曾获许多专利。妻子是一位聋人。
- 马可尼（1874－1937），意大利人，1894年，在父亲的庄园试验。1896年，去伦敦。1897年，建立无线电报公司。1899年，首次实现英法无线通信。1916年，实现短波无线电通信。1929年，建立世界性无线通信网。曾获诺贝尔奖金。曾参加法西斯党。

## 通信系统的分类

### 按信息类型分
电话通信系统
数据通信系统
有线电视系统

### 按调制方式分
基带传输
调制传输（频带传输）

### 按传输信号特征分
模拟通信系统
数字通信系统

## 通信系统传输手段

### 电缆通信
双绞线、同轴电缆等。
市话和长途通信。
调制方式：SSB/FDM。
基于同轴的PCM时分多路数字基带传输技术。
光纤将逐渐取代同轴。

### 微波中继通信
比较同轴，易架设、投资小、周期短。
模拟电话微波通信主要采用SSB/FM/FDM调制，通信容量6000路/频道。
数字微波采用BPSK、QPSK及QAM调制技术。
采用64QAM、256QAM等多电平调制技术提高微波通信容量，可在40M频道内传送1920~7680路PCM数字电话。

### 光纤通信
光纤通信是利用激光在光纤中长距离传输的特性进行的，具有通信容量大、通信距离长及抗干扰性强的特点。
目前用于本地、长途、干线传输，并逐渐发展用户光纤通信网。
目前基于长波激光器和单模光纤，每路光纤通话路数超过万门，光纤本身的通信纤力非常巨大。
几十年来，光纤通信技术发展迅速，并有各种设备应用，接入设备、光电转换设备、传输设备、交换设备、网络设备等。光纤通信设备有光电转换单元和数字信号处理单元两部分组成。

### 卫星通信
通信距离远、传输容量大、覆盖面积大、不受地域限制及高可靠性。
目前，成熟技术使用模拟调制、频分多路及频分多址。
数字卫星通信采用数字调制、时分多路及时分多址。

### 移动通信
GSM、CDMA。
数字移动通信关键技术：调制技术、纠错编码和数字话音编码。